# Nuthetes
Nuthetes (лат.) — род динозавров из семейства дромеозаврид, известный только по ископаемым зубам и фрагментам нижней челюсти. Ископаемые остатки найдены в породах Лулвортской формации в Англии, датируемых ранним берриасским веком меловой системы. Включает единственный вид Nuthetes destructor.

## Наименование
Вид Nuthetes destructor в 1854 году назвал и описал сэр Ричард Оуэн. Родовое название происходит от слова на диалекте греческого языка nouthetes, сокращении от νουθέτητης/nouthetetes, что означает «тот, кто увещевает», или «наставник». Такое название дано из-за сходства найденных зубов с зубами современных варанов (Здесь присутствует игра слов: варан на английском языке будет monitor lizard; monitor — по-английски «наставник»). Видовое название destructor означает «разрушитель», с отсылкой на предназначения таких зубов для раздирания жертвы. Размер зубов сопоставим с такомыми у современного бенгальского варана.

## История
Голотип DORCM G 913 обнаружил палеонтолог-любитель Чарльз Уилкокс в Фезер-Кворри, возле залива Дурлстон, в морских отложениях Лулвортской формации. Он состоит из фрагмента челюсти размером 7,6 сантиметров с 9 зубами. Голотип когда-то считался утерянным, но был снова найден в 1970-х годах в музее графства Дорсет. Позднее к виду отнесли ещё несколько зубов и образец BMNH 48207 — ещё один фрагмент челюсти более мелкой особи. В 1878 году Оуэн предположил, что несколько окаменелых щитков, которые он назвал «граниконы» (granicones), принадлежали Nuthetes, но в 2002 году они были идентифицированы как остеодермы конечности или хвоста черепахи, возможно, "Helochelydra" anglica или "H." bakewelli.
В 2006 году найденный в Шаранте, Франция, зуб был отнесён к виду Nuthetes sp.

## Систематика

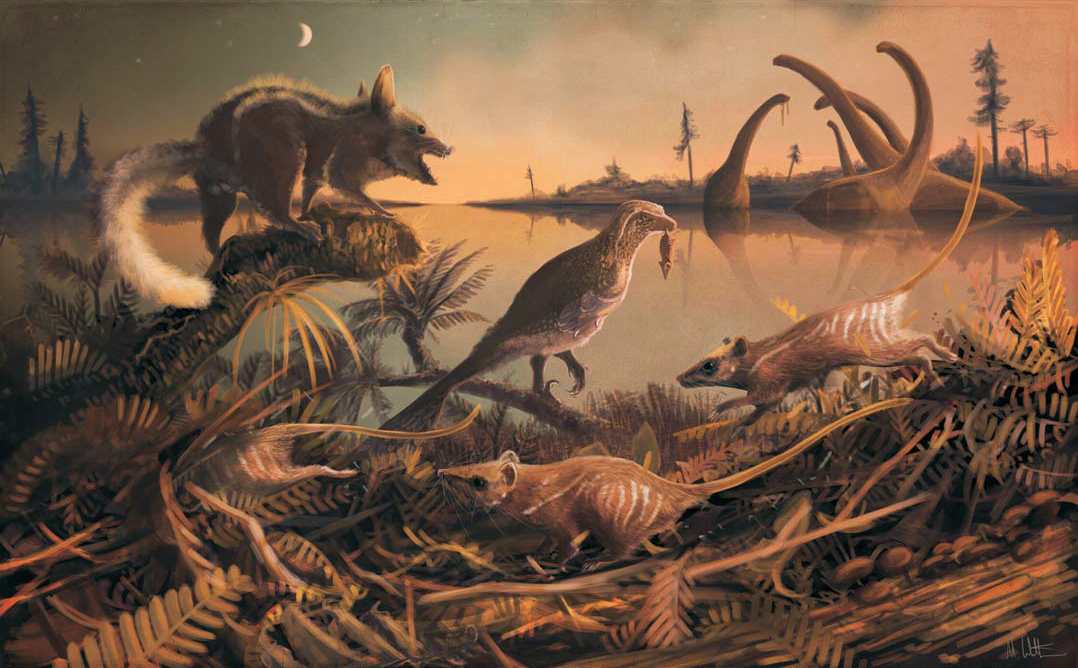
Реконструкция Nuthetes (в центре), поймавшего Durlstotherium

Изначально Оуэн отнёс Nuthetes к ящерицам или варанам, позже он изменил решение, посчитав, что это был крокодил. Только в 1888 году Ричард Лидеккер понял, что остатки принадлежат динозавру. В 1934 году Уильям Элджин Суинтон посчитал Nuthetes подростковой особью Megalosauridae. В 1970 году Родни Стил переименовал таксон в Megalosaurus destructor. Повторное исследование, которое провела в 2002 году палеонтолог Анжела Милнер, показало, что с наибольшей долей вероятности зубы принадлежали подростковой особи дромеозаврида. Стив Суитман исследовал пять хорошо сохранившихся образцов зубов и подтвердил, что они принадлежат Nuthetes destructor, а также пришёл к выводу, что последний был представителем подсемейства велоцирапторин семейства дромеозаврид. Если его решение верно, тогда окаменелости принадлежат самому старому из известных дромеозаврид, первому из описанных и первому из Великобритании. Однако, Рохат, Милнер и Мур-Фэй (2010) отметили большое сходство зубов базального тираннозавроида Proceratosaurus с зубами представителей велоцирапторин. Авторы порекомендовали проявлять осторожность при идентификации изолированных зубов из поздней юры или раннего мела с дромеозавридами, поскольку эти зубы могут принадлежать процератозавриновым тираннозавроидам.
Некоторые большие образцы, отнесённые к Nuthetes, могут на самом деле принадлежать Dromaeosauroides.